# Didier Lockwood
Didier Lockwood (Calais, 1956. február 11. – Párizs, 2018. február 18.) francia dzsesszhegedűs.

## Fontosabb lemezei

### Együttműködések
a Magma-val
- Theatre Du Taur Concert, 1975
- Live/Hhaï (1975)
- Concert 1976 Opéra de Reims (Akt IX, released 1996)
- Inédits (1977)
- Retrospektiw (Parts I+II) (1981)
- Retrospektiw (Part III) (1981)

a Pierre Moerlen's Gonggal
- Downwind (1979)

a Zao-val
- Kawana (1976)
- Live! (1976)

### Sideman-ként
Billy Harttal
- Oshumare (1985)